# Myrmeciza fortis
Myrmeciza fortis là một loài chim trong họ Thamnophilidae.